# Axel Geddes
Axel Geddes (* im 20. Jahrhundert) ist ein Filmeditor.

## Leben
Geddes studierte an der Academy of Art University in San Francisco. Er begann seine Karriere Ende der 1990er Jahre als Schnittassistent bei der Produktion von Filmen der Pixar Animation Studios wie Toy Story 2, Die Monster AG, Findet Nemo, WALL·E – Der Letzte räumt die Erde auf oder Toy Story 3. Seit dem Jahr 2002 zeichnete er auch hauptverantwortlich für den Filmschnitt von mehreren Animations-Kurzfilmen. 2016 übernahm er bei Findet Dorie erstmals die Montage eines Animationslangfilms. Für den Schnitt von A Toy Story: Alles hört auf kein Kommando wurde er 2020 mit dem Eddie Award for „Best Edited Animated Feature Film“ ausgezeichnet.
Geddes ist Mitglied der American Cinema Editors und gehört seit dem Jahr 2020 auch der Academy of Motion Picture Arts and Sciences an.

## Filmografie (Auswahl)
- 2002: Crossing (Kurzfilm)
- 2009: The Cleaner (Kurzfilm)
- 2011: Toy Story Toons: Urlaub auf Hawaii (Hawaiian Vacation, Kurzfilm)
- 2012: Toy Story Toons: Partysaurus Rex (Kurzfilm)
- 2013: Toy Story of Terror (Kurzfilm)
- 2016: Findet Dorie (Finding Dory)
- 2019: A Toy Story: Alles hört auf kein Kommando (Toy Story 4)